# Погребан, Сергей
Сергей Погребан (рум. Serghei Pogreban; 13 мая 1978) — молдавский футболист, игравший на всех позициях в поле. Выступал за сборную Молдавии.

## Биография
Воспитанник тренера Николая Кирилюка (г. Кишинёв). Начинал взрослую карьеру в клубах высшего дивизиона Молдавии «МХМ-93» (Кишинёв), «Сперанца» (Ниспорены), «Конструкторул» (Кишинёв), «Олимпия» (Бельцы), однако имел немного игровой практики. С «Конструкторулом» в сезоне 1998/99 стал бронзовым призёром чемпионата страны, но вышел на поле лишь 3 раза. Летом 1999 года перешёл в «Тилигул» (Тирасполь), где стал игровом основного состава и за следующие три сезона сыграл более 80 матчей. В сезоне 1999/00 занял шестое место в споре бомбардиров с 12 голами, в сезоне 2000/01 стал бронзовым призёром чемпионата. В 2002 году перешёл в «Нистру» (Атаки), где провёл три сезона и стал двукратным серебряным (2003/04, 2004/05) и бронзовым (2002/03) призёром национальной лиги, обладателем Кубка Молдавии (2004/05). В составе «Тилигула» участвовал в матчах Кубка Интертото, в составе «Нистру» — в играл Кубка УЕФА.
Летом 2005 года перешёл в казахстанский клуб «Жетысу» (Талдыкурган). Дебютировал в чемпионате Казахстана 7 августа 2005 года в игре против «Актобе», а всего за половину сезона провёл 12 матчей.
В 2006 году перешёл в «Экранас» (Паневежис) и выступал за него следующие пять лет, сыграв 128 матчей и забив 14 голов в чемпионате Литвы. Трёхкратный чемпион (2008, 2009, 2010), серебряный (2006) и бронзовый (2007) призёр чемпионата страны, обладатель Кубка Литвы (2010). Играл в матчах Лиги чемпионов и Кубка УЕФА.
В 2011 году вернулся на родину, провёл полтора года в своём бывшем клубе «Нистру» (Атаки), а затем полсезона в бельцской «Олимпии». В начале 2013 года перешёл в «Динамо-Авто» (Тирасполь) и стал его капитаном, помог клубу по итогам сезона 2012/13 подняться из дивизии «А» с третьего места в высший дивизион. По состоянию на 2018 год играл за тираспольский «Юниор» в чемпионате Приднестровья.
В сборной Молдавии дебютировал 14 февраля 2001 года в товарищеском матче против Израиля. 2 июня 2001 года забил свой первый гол в ворота сборной Македонии. Всего в 2001—2004 годах провёл 13 матчей и забил один гол за сборную.
Основная позиция — нападающий, ближе к концу карьеры играл также на позициях полузащитника и защитника.
После окончания карьеры в большом футболе также выступал в мини-футболе, вызывался в сборную Молдавии. Играл в соревнованиях ветеранов.